# Teodor Duczyński
Teodor Duczyński (ur. 1797, zm. 18 stycznia 1832 w Łodzi) – burmistrz Łodzi w latach 1830–1831.
- od 1 czerwca 1830 do 30 czerwca 1831 roku sprawował urząd ławnika czynnego osady Łódka.
- ponownie od 1 grudnia 1831 do śmierci.
- w 1831 został mianowany przez rząd powstańczy burmistrzem (zastępując podejrzanego o sprzyjanie Rosjanom Karola Tangermanna).
- 9 września 1831 roku opuścił Łódź przed wkroczeniem do miasta wojsk rosyjskich.

Uciekając, zabrał szereg ważnych dokumentów (z których pięć zagubił), m.in.:
- z 1496 roku przywilej króla Olbrachta.
- z 1526 roku dokument o granicy między dobrami szlacheckimi Radogoszcz, Bałuty i Czernie.
- z 1561 roku przywilej biskupa kujawskiego.

## Życiorys
Syn Dymitra Duczyńskiego - kupca z Łęczycy a później Sekretarza Królewskiego oraz Maryanny z domu Mutow. Ożeniony w 1828 roku w miejscowości Ozorków z Nepomuceną Rozalią z Dufrów z którą w 1829 doczekał się pierwszej córki, Julianny Konstancji Duczyńskiej a później w 1831 roku kolejnej córki, Marianny Magdaleny Duczyńskiej.

Przed sprawowaniem urzędu ławnika pracował jako sekretarz policji miejscowej w Ozorkowie.